# Rosenbühl (Fichtelgebirge)
Der Rosenbühl (639 m) ist eine stark bewaldete Anhöhe im Zeitelmoos (Naturraum Selb-Wunsiedler Hochfläche), 1 km südwestlich von Brücklas, einem Gemeindeteil von Röslau im Landkreis Wunsiedel im Fichtelgebirge (Nordostbayern). Grundeigentümer ist der Bayerische Staatsforst.
Bei dem Forstbetriebsweg, der über die Anhöhe führt, handelt es sich um eine Altstraße, die früher die Städte Wunsiedel und Weißenstadt miteinander verband. Auf der Anhöhe steht ein Trinkwasserbehälter der Gemeinde Röslau.

## Karten
Topografische Karte 1:25.000 des Bayerischen Landesvermessungsamtes Nr. 5937 Fichtelberg